# Andorra az 1980. évi nyári olimpiai játékokon
Andorra a szovjetunióbeli Moszkvában megrendezett 1980. évi nyári olimpiai játékok egyik részt vevő nemzete volt. Az országot az olimpián 1 sportágban 2 sportoló képviselte, akik érmet nem szereztek.

## Sportlövészet
Nyílt
| Versenyző       | Versenyszám | Pont | Helyezés |
| --------------- | ----------- | ---- | -------- |
| Francesco Gaset | Trap        | 184  | 24.      |
| Joan Tomas      | Trap        | 181  | 26.      |